# 노르망디 포맷

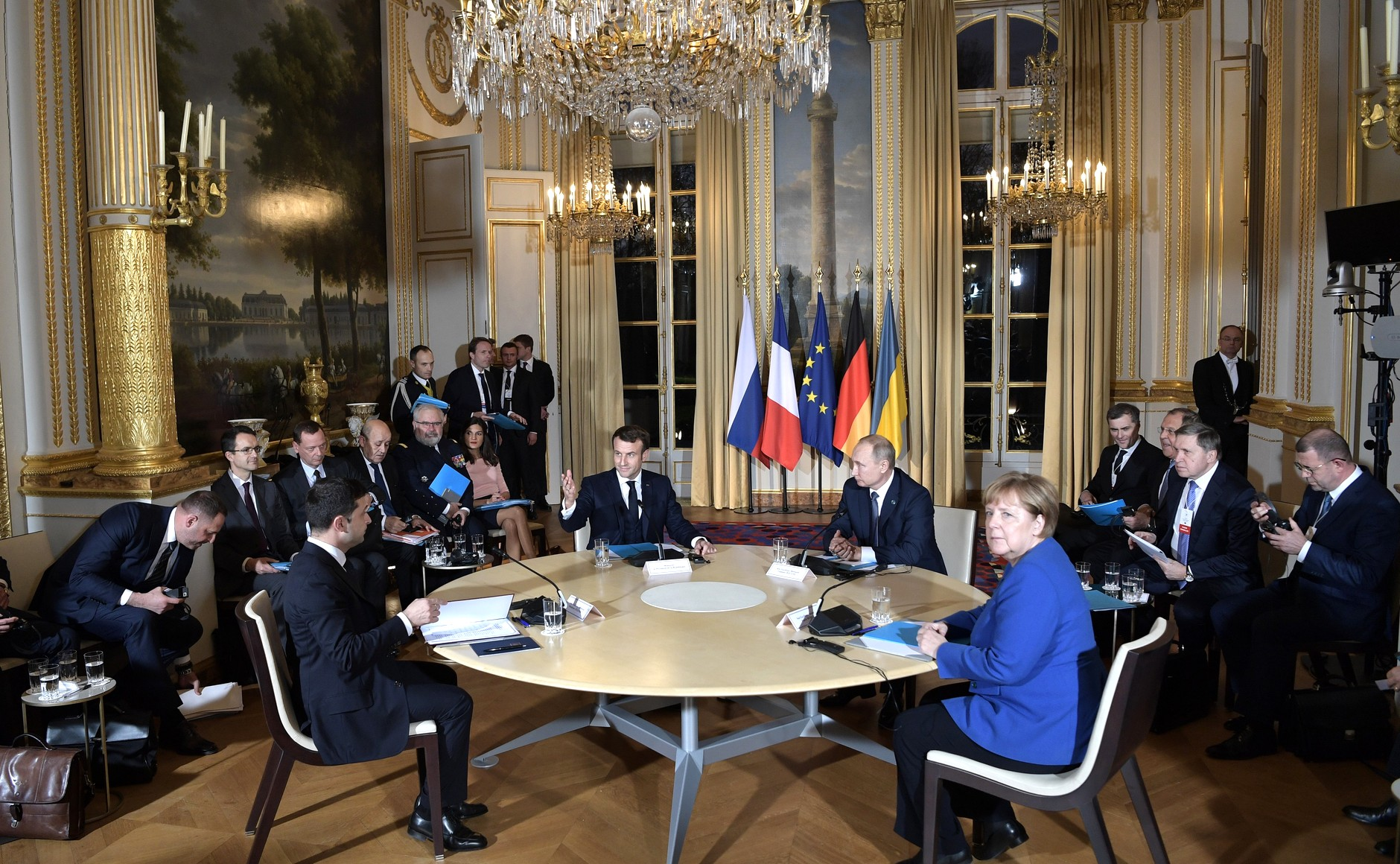
2019년 12월 9일 프랑스 파리에서 열린 "노르망디 포맷" 회의

노르망디 포맷(영어: Normandy Format, 프랑스어: Format Normandie, 독일어: Normandie-Format, 우크라이나어: Нормандський формат, 러시아어: Нормандская четвёрка)은 독일, 러시아, 우크라이나, 프랑스 4개국이 참여하는 회담이다. 이 나라들의 대표자들은 2014년 프랑스 노르망디에서 열린 D데이 행사 기간 동안 비공식적으로 만나 돈바스 전쟁을 해결하기 위한 노력을 기울이고 있다. 노르망디 연락 그룹으로도 알려져 있다. 노르망디 포맷이라는 이름은 2014년 D데이 70주년을 전후해 회담이 열렸다는 데서 유래했다.

## 회담
1. 2014년 6월
2. 2014년 10월
3. 2015년 2월[2]
4. 2015년 10월
5. 2016년 10월[3]
6. 2019년 12월[4][5]
7. 2022년 1월[6][7]
8. 2022년 2월[8]

## 같이 보기
- 돈바스 전쟁
- 민스크 협정